# Louis van Houtte

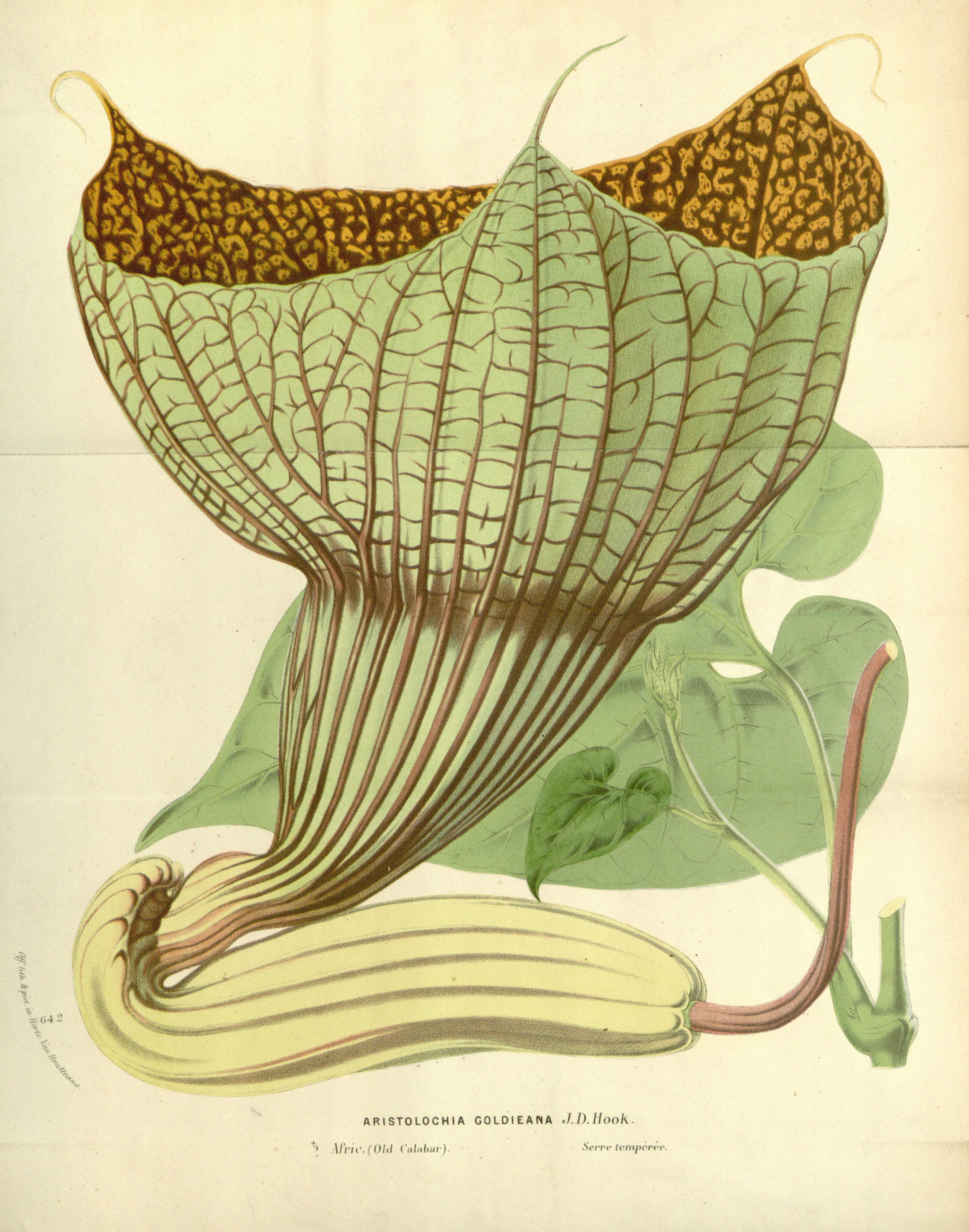
Aristolochia goldieana

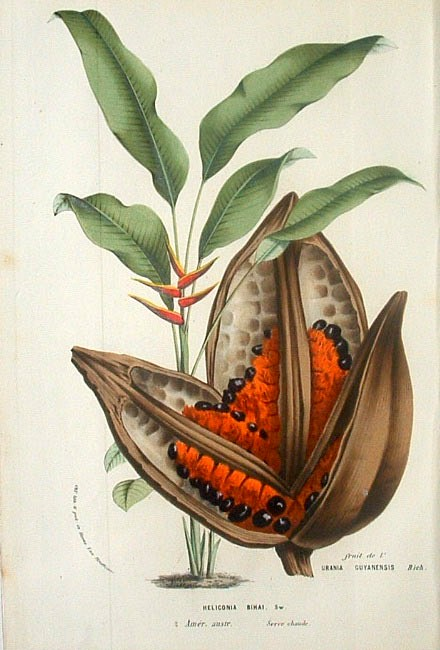
Heliconia bihai i Urania guyanensis
Charles Lemaire

Louis Benoît van Houtte (Ieper, Bèlgica, 29 de juny de 1810 – Gant, 9 de maig de 1876) va ser un botànic belga.
Va dirigir la revista Flore des Serres et des Jardins de l'Europe, produïda amb Charles Lemaire i M. Scheidweiler, una obra exhaustiva amb més de 2.000 planxes de plantes acolorides en 23 volums publicats entre 1845 i 1883.
Junt amb Charles François Antoine Morren, van Houtte fundà L'Horticulteur Belge (1833–1838), una revista mensual, el novembre de 1832.
Van Houtte també muntà un negoci per a vendre llavors de plantes i eines de jardí.
El 1834, anà al Brasil per a recollir orquídies per al rei belga.
Tornà a Bèlgica el 1836 i fundà l'Ecole d'Horticulture a Gant i inicià la revista hortícola Flore des serres et des Jardins de l'Europe
Creà el gènere Rogiera dins la família Rubiaceae en honor de Charles Rogier.

## Títols i honors
- Membre de la Reial Societat Botànica de Bèlgica
- Membre de la Reial Societat Botànica i Agrícola de Bèlgica de Gant
- Comandant de la Orde de Carles III (Espanya)
- Cavaller de la Reial Orde de Leopold (Bèlgica)
- Cavaller de la Imperial Orde de Santa Anna (Rússia)
- Cavaller de la Imperial Orde de la Rosa (Brasil)[4]

## Referències

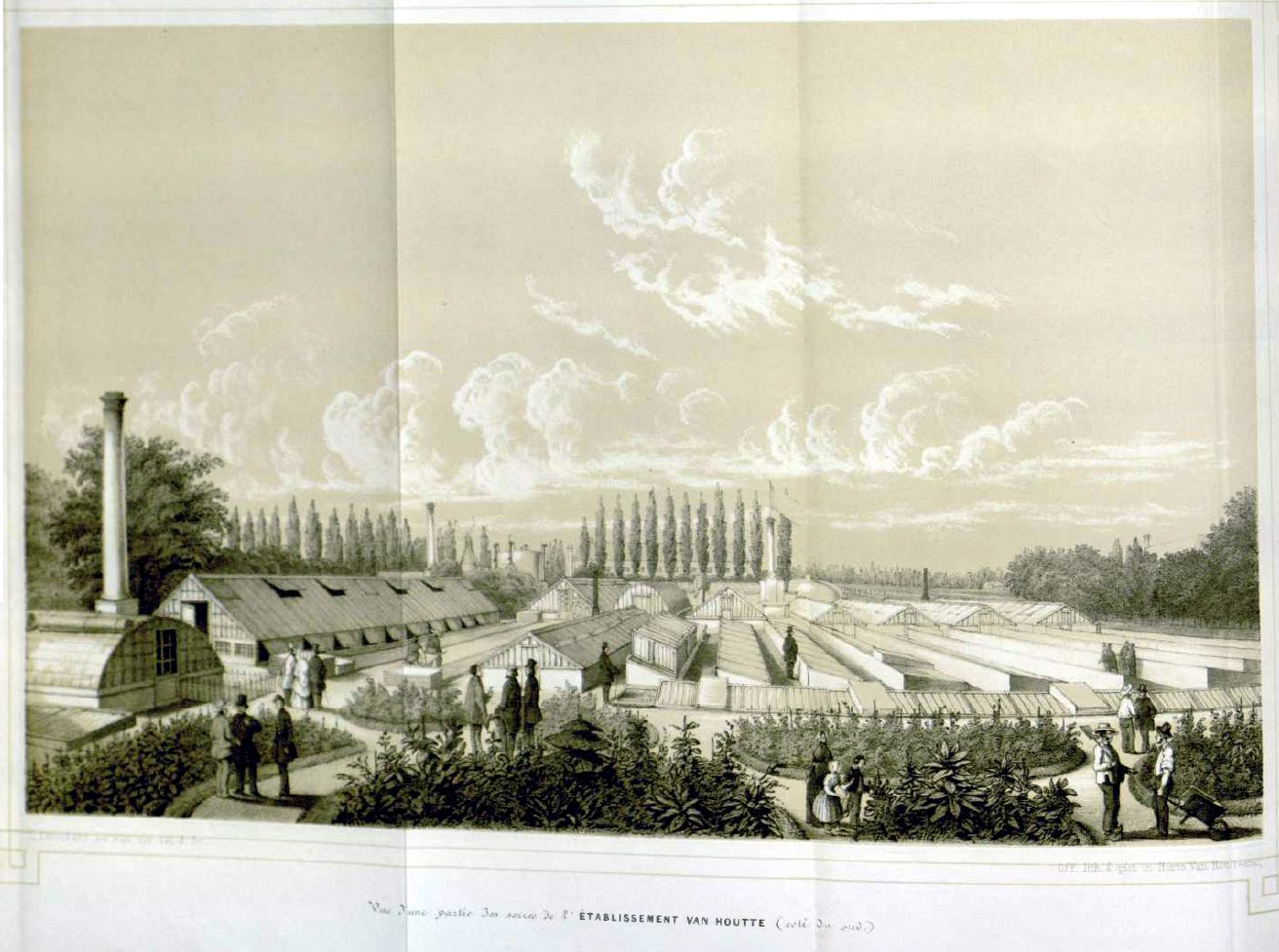
Viver de L. van Houtte prop de Gant.